# Sabaria excitata
Sabaria excitata är en fjärilsart som beskrevs av Louis Beethoven Prout 1928. Sabaria excitata ingår i släktet Sabaria och familjen mätare. Inga underarter finns listade.